# Kampania saratogańska
Kampania saratogańska – jedna z kampanii wojny o niepodległość Stanów Zjednoczonych, była konsekwencją działań podjętych w 1777 roku przez armię Wielkiej Brytanii w celu odzyskania kontroli nad strategicznie ważnym dorzeczem Hudsonu. W jej konsekwencji brytyjska armia gen. Burgoyne’a doznała porażki i zmuszona była do ewakuacji z Ameryki Północnej. Niektórzy historycy uważają ją za punkt zwrotny całej wojny, ponieważ sukces Amerykanów zachęcił inne państwa do udzielenia im wsparcia.
Operację sił brytyjskich opracował i zainicjował generał John Burgoyne. Licząca 8 tysięcy ludzi armia pod jego dowództwem wyruszyła w czerwcu 1777 roku z Quebecu na południe, by przez Champlain dotrzeć do Nowego Jorku, skąd przecinając dolinę Hudsonu, dotarła do Saratogi. Na początku doszło do kilku nierozstrzygniętych starć z siłami „patriotów”. 17 października coraz liczniejsze armie przeciwnika zmusiły Burgoyne’a do poddania się generałowi Horatio Gatesowi.
Plany obmyślane w Londynie spełzły na niczym. Wysłany do Albany przez dolinę Mohawku pułkownik Barry St. Leger nie dotarł do celu, gdyż w trakcie oblężenia Fortu Stanwix został opuszczony przez indiańskich sprzymierzeńców. Wielka ekspedycja na południe nigdy nie doszła do skutku z powodu nieporozumienia – generał William Howe wysłał swoją armię na Filadelfię miast ku dolinie Hudsonu. Na początku października z Nowego Jorku wysłano oddziały mające wzmocnić Burgoyne’a, ale było już za późno.
Zwycięstwo „patriotów” podniosło morale młodego narodu. Spowodowało również, iż do walki włączyła się Francja, zapewniając pieniądze, żołnierzy, wyposażenie i stając do globalnej walki morskiej z Imperium brytyjskim.

## Plany brytyjskie
Pod koniec 1776 roku Brytyjczycy zdali sobie sprawę, że pacyfikacja Nowej Anglii będzie bardzo trudnym zadaniem ze względu na dużą koncentrację sił „patriotów”. W związku z tym Londyn zdecydował się na jej izolowanie i skoncentrowanie działań na regionach centralnych i południowych, gdzie mogli liczyć na wsparcie lojalistów.
W grudniu 1776 roku generał John Burgoyne spotkał się z George’em Germainem (sekretarzem ds. kolonii oraz rządowym przedstawicielem odpowiedzialnym za prowadzenie tej wojny), aby ustalić strategię działań na rok 1777. W Ameryce Północnej stacjonowały dwie duże armie brytyjskie: generała Guya Carletona w Quebecu oraz generała Williama Howe’a, która wyparła siły Jerzego Waszyngtona z Nowego Jorku.

### Plan Howe’a ataku na Filadelfię
30 listopada 1776 roku Howe – naczelny dowódca brytyjskich sił zbrojnych w Ameryce – napisał do Germaina list, w którym przedstawił ambitny plan kampanii na rok 1777. Howe pisał, że jeżeli otrzymałby znaczne posiłki, mógłby rozpocząć zakrojoną na szeroką skalę ofensywę, w tym atak 10 tysięcy żołnierzy w górę Hudsonu, którego celem byłoby zdobycie Albany. Następnie jesienią mógłby wyruszyć na południe i zdobyć Filadelfię, ówczesną siedzibę Kongresu Kontynentalnego. Wkrótce po napisaniu listu Howe zmienił zdanie – jakiekolwiek posiłki zapewne dotarłyby zbyt późno, a odwrót Armii Kontynentalnej czynił Filadelfię doskonałym celem ataku. Howe zdecydował, że głównym celem kampanii będzie zdobycie tego miasta, a później mógłby wysłać oddziały na Albany. Germain otrzymał zmieniony plan 23 lutego 1777 roku.

### Plan Burgoyne’a zdobycia Albany
Burgoyne, który starał się pozyskać jak największe siły do swojej dyspozycji, zaproponował, aby odizolować Nową Anglię od reszty kolonii poprzez inwazję z Quebecu na Nowy Jork. Próbę taką w 1776 roku podjął gen. Carleton, jednak inwazja została wstrzymana ze względu na późną porę roku. Carleton był krytykowany w Londynie za niewykorzystanie okazji, jaką stworzył amerykański odwrót z Quebecu; prócz tego Germain darzył go antypatią. To wraz z nieudaną próbą zdobycia Charlestonu przez rywalizującego z nim Henry’ego Clintona czyniło Burgoyne’a najlepszym kandydatem do objęcia dowództwa nad głównymi siłami w nadchodzącej kampanii

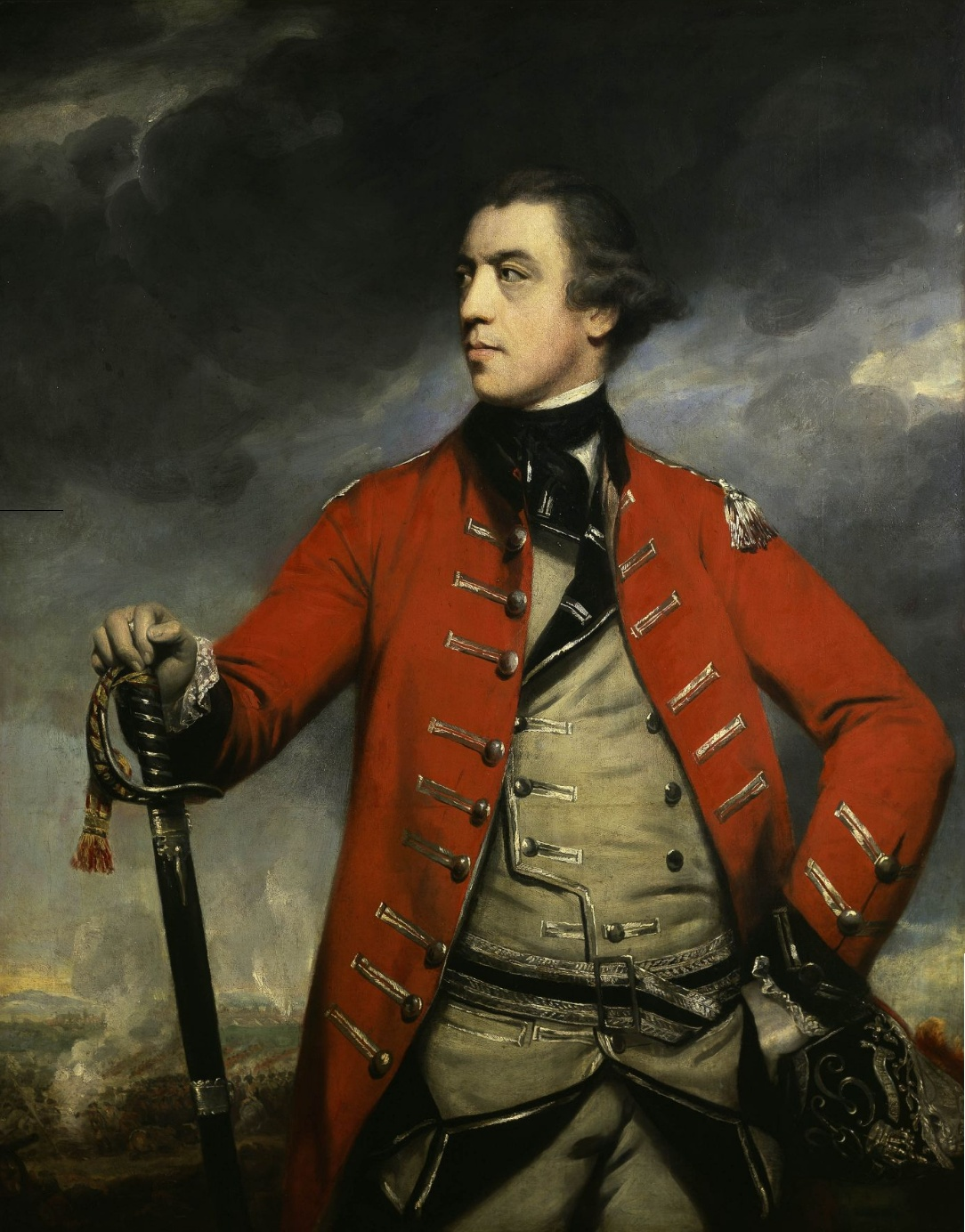
Generał John Burgoyne, portret autorstwa Joshuy Reynoldsa

Burgoyne przedstawił pisemny plan Germainowi 28 lutego 1777 roku – ten zatwierdził go i przyznał mu dowództwo nad głównymi siłami ekspedycyjnymi.
Plan zakładał uderzenie z dwóch kierunków: Burgoyne miał poprowadzić główne – liczące 8 tysięcy żołnierzy – siły z Montrealu na południe wzdłuż brzegów jeziora Champlain i Hudsonu, podczas gdy liczący 2 tysięcy żołnierzy kontyngent – dowodzony przez Barry’ego St. Legera – miał uderzyć znad jeziora Ontario na wschód wzdłuż przez doliny rzeki Mohawk, co było pomyślane jako manewr taktyczny mający zdezorientować Amerykanów co do zamiarów Brytyjczyków. Oba kontyngenty miały spotkać się w Albany, gdzie dołączyłyby do nich siły Howe’a maszerujące w górę Hudsonu. Kontrola nad trasą Champlain-Lake George-Hudson z Kanady do Nowego Jorku odcięłaby Nową Anglię od pozostałych amerykańskich kolonii.
Ostatnia część tego planu – marsz Howe’a z Nowego Jorku w górę Hudsonu – okazał się najbardziej kontrowersyjnym elementem kampanii. Germain zaaprobował plan, otrzymawszy wcześniej list od Howe’a, w którym ten zastrzegał, iż do nadciągających armii będzie w stanie dołączyć dopiero pod koniec roku, po zajęciu Filadelfii. Nie wiadomo czy Germain przekazał tę wiadomość znajdującemu się wówczas w Londynie Burgoyne’owi; niektóre źródła twierdzą, że przekazał, inne, że Burgoyne dowiedział się o nich już w trakcie walk. Niepewnym wydaje się również, czy Germain, Burgoyne i Howe mieli jednoznaczną wizję co do tego, jakie siły ten ostatni miał zaangażować się w inwazję. Pojawiły się głosy, jakoby Howe nie postąpił zgodnie z rozkazami i pozostawił armię Burgoyne’a bez wsparcia, jak również, że to Burgoyne nie zdołał wykonać zamierzanego planu, a następnie starał się zrzucić winę na Howe’a i Clintona. Pewne jest natomiast, że Germain pozostawił swoim generałom zbyt duże pole do dywagacji przy jednoczesnym braku jasno określonego celu.
Burgoyne powrócił do Quebecu 6 maja 1777 roku z listem Germaina, który nakreślał plan bez wskazywania konkretów. Fakt ten doprowadził do kolejnych konfliktów w brytyjskim dowództwie. Generał porucznik Burgoyne przewyższał rangą generał majora Carletona, jednak to ten ostatni był gubernatorem Quebecu. Rozkazy Germaina ograniczały rolę Carletona w formowaniu i działaniach wojsk brytyjskich podczas tej kampanii. Ten „policzek” wymierzony gubernatorowi oraz fakt, iż to nie jemu przyznano dowództwo nad ekspedycją, doprowadziły do jego późniejszej rezygnacji z fotela gubernatora w 1777 roku oraz odmowy wzmocnienia załóg zdobytych później fortów Crown Point i Ticonderoga przez podlegające mu oddziały garnizonowe z Quebecu.

## Przygotowania „patriotów”
Jerzy Waszyngton i jego sztab, który stacjonował wraz z jego wojskami w Morristown, nie miał dobrego rozeznania co do planów brytyjskich na 1777 rok. Głównym przedmiotem zainteresowania Waszyngtona oraz Horatio Gatesa i Philipa Schuylera – obaj kolejno odpowiedzialnych za Północny Departament Armii Kontynentalnej oraz obronę Hudsonu – były ruchy armii Howe’a w Nowym Jorku. Nie znali planów brytyjskiego dowództwa dotyczących Quebecu, pomimo narzekań Burgoyne’a jakoby wszyscy w Montrealu wiedzieli, co ma się wydarzyć. Trzej generałowie nie mogli dojść do porozumienia co do przypuszczalnych planów armii Burgoyne’a; Kongres podtrzymywał opinię o możliwości ataku na Nowy Jork od strony morza.
Po części za sprawą tego niezdecydowania oraz możliwości odcięcia od zaopatrzenia w przypadku, gdyby Howe pomaszerował na północ, garnizony w Ticonderodze i innych fortach nad Mohawkiem i Hudsonem nie zostały znacząco wzmocnione. W kwietniu 1777 roku Schuyler wysłał duży regiment pod dowództwem pułkownika Petera Gansevoorta, aby odbudował Fort Stanwix nad górnym Mohawkiem, co miało zapewnić obronę tej okolicy przed Brytyjczykami. Ponadto Waszyngton rozkazał czterem regimentom, aby zajęły stanowiska w Peelskill, skąd mogły być wysłane zarówno na północ, jak i na południe w zależności od ruchów wroga.
W czerwcu 1777 roku siły „patriotów” zajęły pozycje na terenach przyszłej kampanii. Około 1,5 tysiąca żołnierzy (w tym pułkownika Gansevoorta) zajęło pozycje w wysuniętych placówkach wzdłuż Mohawku, około 3 tysięcy pod dowództwem generał Israela Putnama rozlokowało się wśród wzgórz doliny Hudsonu, a pod dowództwem Schuylera znajdowało się około 4 tysiące ludzi (w tym lokalne milicje i garnizon w Ticonderodze dowodzony przez Artura St. Claira).

## Zainteresowanie międzynarodowe

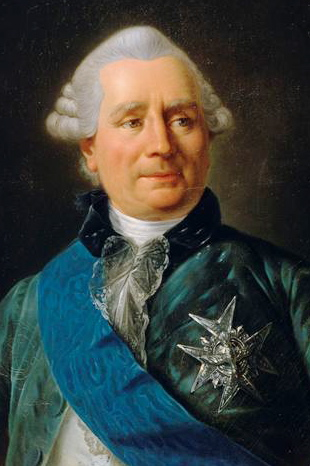
Charles Gravier, hrabia Vergennes, portret autorstwa Antoine-François Calleta

Już od czasu wojny siedmioletniej francuscy ministrowie spraw zagranicznych (począwszy od de Choiseul-Praslina) skłaniali się ku myśli, iż niepodległość brytyjskich kolonii w Ameryce przyniesie korzyści Francji przy jednoczesnych stratach dla Wielkiej Brytanii – francuskie próby odzyskania Nowej Francji miały mieć rozstrzygający wpływ na tę sprawę. Kiedy w 1775 roku wybuchła wojna, ówczesny minister Charles Gravier de Vergennes, nakreślił kilka propozycji, które mogły doprowadzić do sekretnego poparcia Kongresu przez Francję i Hiszpanię oraz przygotowań do możliwej wojny (w tym rozbudowania flot). De Vergennes był przekonania, iż otwarte zaangażowanie się w wojnę nie było dyplomatycznie i politycznie rozsądne do czasu, aż armia Waszyngtona będzie w stanie zademonstrować swoją siłę i możliwości zwyciężania bez wsparcia.
De Vergennes z uwagą przyglądał się wieściom z Ameryki i Londynu, starając się również znosić wszelkie przeszkody na drodze do zaangażowania Hiszpanii w wojnę. W sierpniu 1776 roku zaproponował królowi Ludwikowi XVI wypowiedzenie wojny Wielkiej Brytanii jednakże po zdobyciu Nowego Jorku przez Howe’a plan został zarzucony.

## Początek kampanii
Większa część sił Burgoyne’a dotarła do Quebecu na wiosnę 1776 roku, skąd wypędziła Armie Kontynentalną. Prócz regularnego wojska na siły brytyjskie składały się również regimenty niemieckie z Hesji-Hanau oraz Brunszwiku pod dowództwem barona Friedricha Adolfa Riedesela. Spośród powyższych 200 brytyjskich żołnierzy oraz 300-400 Niemców zostało przydzielonych do sił St. Legera, udających się w dolinę Mohawku, a około 3,5 tysiąca pozostało w Quebecu, by bronić prowincji. Pozostałe siły Burgoyne powiódł ku Albany. Wojska regularne miały być wzmocnione przez około 2 tysiące milicji z Quebecu, jednak Carletonowi do lipca udało się sformować jedynie trzy niewielkie kompanie. Burgoyne spodziewał się również wsparcia około tysiąca indiańskich sprzymierzeńców; między Montrealem i Crown Point dołączyło ich ok. 500.
Pierwszym problemem armii Burgoyne’a były kwestie transportowe – był to problem, którego ani głównodowodzący, ani Carleton nie przewidzieli. Jako że siły ekspedycyjne miały podróżować głównie wodą, dostępnych było niewiele wozów, koni lub innych zwierząt pociągowych zdolnych przetransportować duże ilości sprzętu podczas lądowej części wyprawy. W czerwcu Carleton wydał rozkazy zdobycia wozów zdolnych do przewiezienia armii. W efekcie wozy zostały zbite ze świeżego drewna, a powozili nimi skorzy do dezercji cywile
13 czerwca 1777 roku Burgoyne i Carleton dokonali inspekcji zgromadzonych sił w Saint-Jean nad Richelieu, znajdującego się na północ od jeziora Champlain; odbyło się również ceremonialne przekazanie dowództwa temu pierwszemu. Prócz pięciu statków zbudowanych rok wcześniej, w 1777 dobudowano jeszcze jeden i zdobyto trzy po bitwie koło Valcour. Powyższe jednostki zapewniły transport, jak i wsparcie wojskowe dla flotylli transportowców wiozących wojska na południe.
Licząca 7 tysięcy regularnych piechurów i 130 dział armia wyruszyła 14 czerwca. Żołnierze byli zorganizowani w forpocztę pod generałem brygady Simonem Fraseren oraz dwie dywizje. Prawoskrzydłową, składającą się z 3900 żołnierzy brytyjskich, dowodził generał dywizji William Phillips, a lewoskrzydłowymi 3100 Niemcami dowodził baron Riedesel. Z wyjątkiem niektórych – przede wszystkim niemieckich dragonów – źle wyposażonych do walk w dziczy, wojsko było dobrze przygotowane do wojny.
Kontyngent pułkownika St. Legera został sformowany w połowie czerwca. Jego siły – mieszana kompania brytyjskich żołnierzy regularnych, lojalistów, Hesów oraz rangerów w łącznej liczbie 750 ludzi – opuściła Lachine 23 czerwca.

## Upadek Ticonderogi

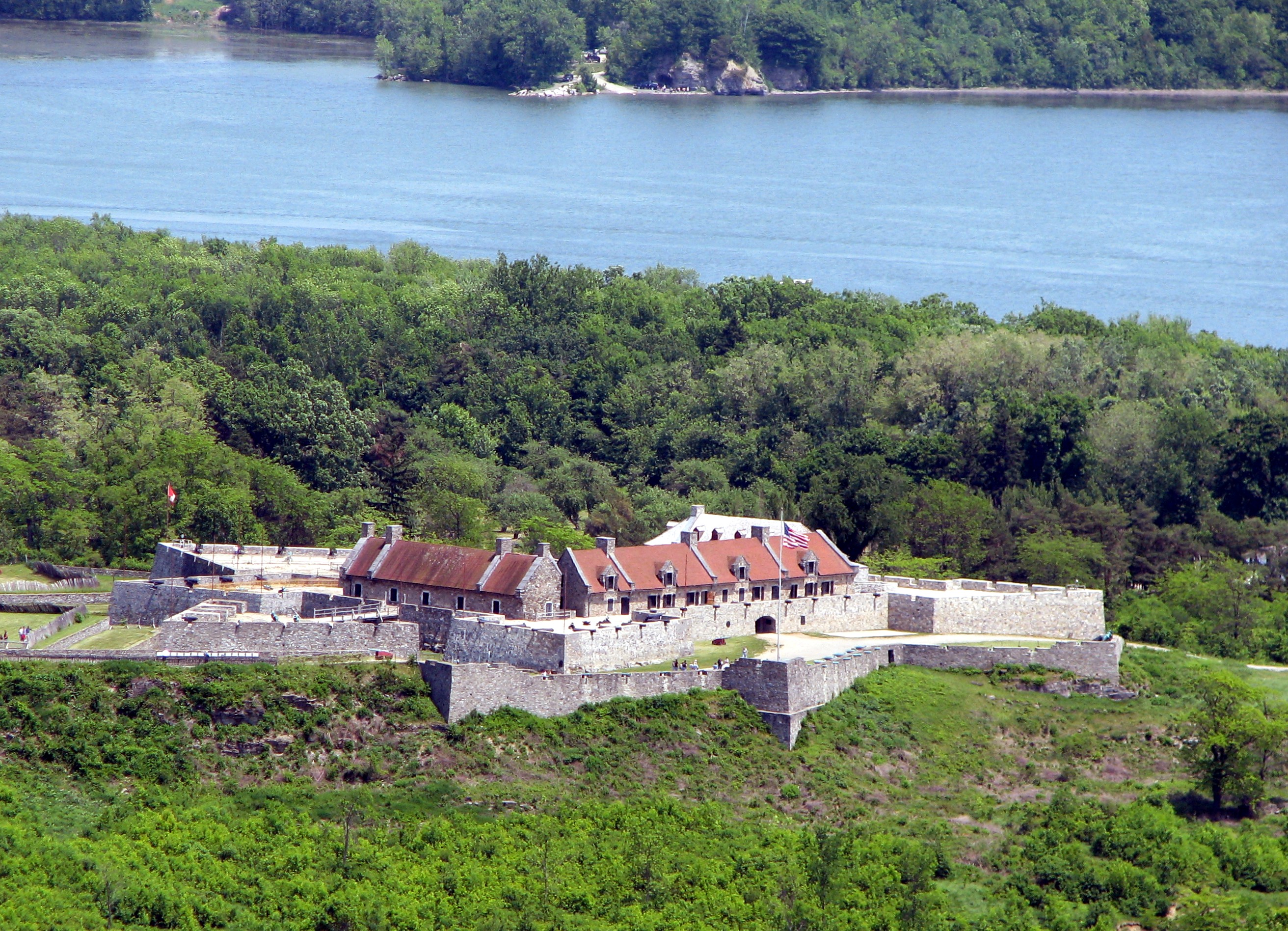
Fort Ticonderoga, widok z Mount Defiance

Armia Burgoyne’a podróżowała na południe jeziora i 30 czerwca zajęła niebroniony Fort Crown Point. Zacieranie śladów przez indiańskich sprzymierzeńców było na tyle skuteczne, iż siły „patriotów” nie były w stanie zorientować się w ruchach przeciwnika. Generał Arthur St. Clair, dowódca liczącego 3 tysiące żołnierzy i milicjantów garnizonu Fortu Ticonderoga, jeszcze 1 lipca – gdy niektóre z zagonów znalazły się w odległości zaledwie 6,5 km od fortu – nie wiedział, jakimi siłami dysponował Burgoyne. St. Clair otrzymał rozkaz od generała Schuylera, aby utrzymać pozycję jak najdłużej się da; na wszelki wypadek zaplanował dwie drogi odwrotu.
Wstępne potyczki na zewnętrznych wałach obronnych rozpoczęły się 2 lipca. Do 4 lipca większość amerykańskiego garnizonu znajdowała się w forcie lub na pobliskim obwarowanym szczycie Mount Independence po vermonckiej stronie jeziora. Wycofanie się „patriotów” z zewnętrznych pierścieni obronnych zapewniło Brytyjczykom doskonałe miejsce na umieszczenie artylerii na szczycie Sugar Loaf; stąd mogli prowadzić ostrzał fortu. 5 lipca, St. Clair, spostrzegłszy brytyjskie działa na wzgórzu Sugar Loaf, wycofał się; Burgoyne wykorzystał sytuację i następnego dnia zajął główne fortyfikacje oraz pozycje na Mount Independence. Bezproblemowe zajęcie rzekomo niezdobywalnego fortu wywołało publiczne i polityczne larum. Choć późniejsze dochodzenie oczyściło St. Claira i Schuylera z jakichkolwiek zarzutów Kongres Kontynentalny w sierpniu usunął tego ostatniego ze stanowiska głównodowodzącego Północnym Departamentem Armii Kontynentalnej i zastąpił go generałem Horatio Gatesem.

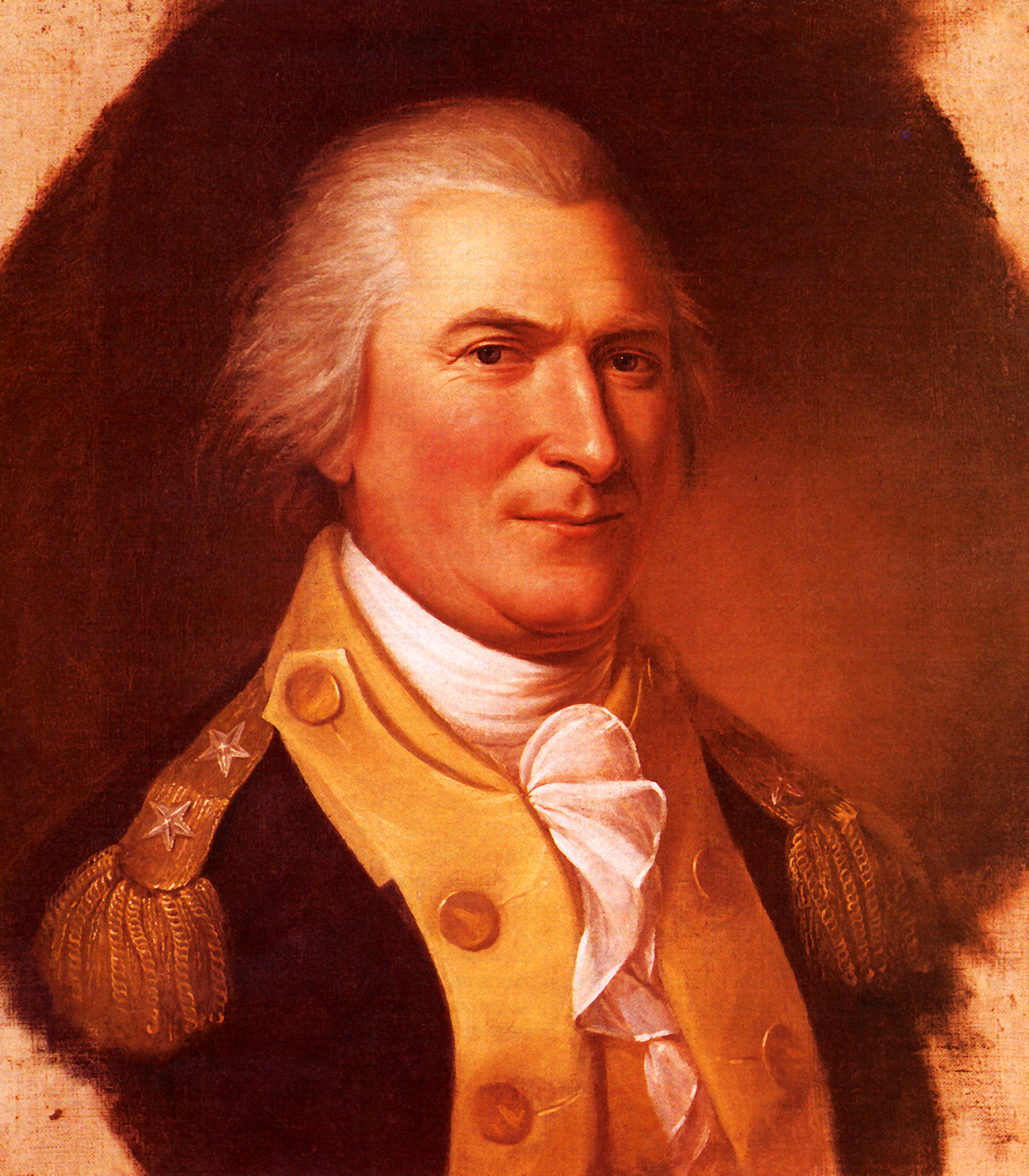
Generał Arthur St. Clair, portret Charlesa Willsona Peale’a

Burgoyne odłączył oddział pościgowy z głównych sił i wysłał go za uciekającymi wojskami St. Claira udającymi się na południe dwoma różnymi drogami. Brytyjczycy starli się z uciekinierami przynajmniej trzy razy. Generał Fraser i część sił barona Riedesela 7 lipca natrafiła na zdecydowany opór pod Hubbardton; do starć doszło także w Skenesboro. 8 lipca wojska zwarły się pod Fortem Anne, gdzie idąca na przedzie kompania brytyjska została prawie zdziesiątkowana. Mimo że „patrioci” ponieśli straty o około 50% większe niż Brytyjczycy, zademonstrowali przeciwnikom, że są zdolni do stawiania zaciekłego oporu. Armia Burgoyne’a straciła ok. 1,5 tysiąca ludzi podczas walk w okolicy Ticonderogi. Dowódca pozostawił 400 ludzi jako garnizon magazynu w Crown Point oraz 900 w Ticonderodze, a kolejne bitwy przyniosły stratę 200 ludzi.
Główna część sił St. Claira uciekła przez nadania ziemskie w New Hampshire (obecnie w stanie Vermont). Generał wydawał apelacje do stanów, prosząc o wsparcie milicji, a prócz tego udało mu się zorganizować doprowadzenie żywego dobytku i zapasów do Fortu Edward nad Hudsonem, gdzie miało nastąpić przegrupowanie wojsk „patriotów”. St. Clair dotarł do fortu 12 lipca po pięciu dniach wyczerpującego marszu. Dołączyły doń również niedobitki spod Hubbardton, z wyjątkiem regimentu Setha Warnera, które osadzono w Manchesterze.

## Reakcja i zwłoka
Burgoyne zakwaterował się w domu lojalisty Philipa Skene’a, w trakcie, kiedy armia dokonywała przegrupowania. Generał napisał listy otwarte mające sławić brytyjskie zwycięstwo. Król Jerzy III był zadowolony; po drugiej stronie kanału hrabia de Vergennes tracił możliwość zaangażowania Francji w konflikt. Brytyjscy dyplomaci wywierali naciski na rządy Francji i Hiszpanii, by te zamknęły swoje porty dla jednostek buntowników. Żądania te zostały zignorowane, ale przyczyniły się do pogorszenia stosunków między mocarstwami. Wiadomości o porażce wywołały popłoch w Kongresie i wśród społeczeństwa – pojawiły się nawet pogłoski jakoby St. Clair i Schuyler zostali przekupieni.
10 lipca Burgoyne wydał rozkazy dotyczące następnych posunięć. Większa część armii miała udać się do Fortu Edward drogami gruntowymi ze Skenesboro przez Fort Anne, podczas gdy ciężka artyleria miała zostać przetransportowana w to samo miejsce przez jezioro George. Oddziały Riedesela zostały cofnięte drogą do Castleton, głównie w celu fałszywego przekonania „patriotów”, iż Brytyjczycy maszerują ku Connecticut. Decyzja o przemaszerowaniu lądem przez Fort Anne była osobliwa, gdyż przeczyła pierwotnym planom ekspedycji, w których Burgoyne spodziewał się zablokowania trasy przez wroga. Wpływ na taką decyzję mogły mieć dwa czynniki: po pierwsze, przeprawienie armii przez jezioro George wymagało cofnięcia się, co mogłoby zostać odebrane jako odwrót; po drugie, dobra Philipa Skene’a skorzystałyby na drodze, którą Burgoyne musiałby wybudować, żeby przetransportować wojska.
Kiedy przebywający w Albany Schuyler otrzymał wieści o upadku Ticonderogi, natychmiast udał się do Fortu Edward, gdzie stacjonował garnizon liczący 700 żołnierzy i 1400 milicjantów. Schuyler postanowił za wszelką cenę utrudnić manewry Burgoyne’a, a głównym atutem miały się okazać siekiery – drzewa tarasujące drogę bardzo spowolniły marsz, męcząc ludzi i wyczerpując zapasy. 11 lipca Burgoyne pisał do Germaina, skarżąc się, iż „patrioci” systematycznie ścinają drzewa, niszczą mosty, tamują strumienie na trasie do Fortu Edward. Schuyler stosował również taktykę spalonej ziemi, uniemożliwiając Brytyjczykom zdobywanie zapasów. Pomimo że trzon armii pozostawał w bezruchu, zwiadowcy byli aktywni i niektóre z grup „patriotów” były atakowane.
Taktyka Schuylera zmusiła Burgoyne’a do wybudowania drogi przez głuszę, by móc przetransportować działa i wojska – zadanie to zajęło mu dwa tygodnie. Ze Skenesboro Brytyjczycy wyruszyli 24 lipca, a do Fortu Edward dotarli 29 lipca, stwierdzając, że Schuyler zdążył go opuścić i udał się do Stillwater. Przed opuszczeniem Skenesboro do wojsk Burgoyne’a dołączyło ok. 500 Indian (w większości Ottawów, ale również Lisów, Mississaugów, Odżibwejów oraz Irokezów) z regionu Wielkich Jezior pod dowództwem Luca de la Corne’a i Charlesa Michela de Langlade’a.

## Ekspedycja St. Legera
Podpułkownik St. Leger pożeglował w górę Rzeki Świętego Wawrzyńca, przeciął Ontario i dotarł do Oswego bez przeszkód. Dysponował 300 żołnierzami armii regularnej, wspieranym przez 650 kanadyjskich milicjantów-lojalistów oraz 1000 Indian wiedzionych przez Johna Butlera i irokezkich wodzów wojennych – Josepha Branta, Sayenqueraghtę i Sadzącego Kukurydzę. Opuściwszy Oswego 25 lipca, jego siły pomaszerowały do Fortu Stanwix nad Mohawkiem i 2 sierpnia rozpoczęły oblężenie. Na odsiecz ruszyły zastępy milicji z hrabstwa Tryon wspierane przez sprzymierzonych z „patriotami” Indian, lecz Brytyjczycy schwytali ich w zasadzkę 6 sierpnia pod Oriskany. „Patriotom” udało się dotrzymać pola wrogowi jednakże wysokie straty oraz śmiertelne zranienie ich przywódcy, generała Nicholasa Herkimera, zmusiły ich do odwrotu. Irokezi bili się po obu stronach, co zapoczątkowało wojnę domową wśród Ligi Sześciu Narodów. W trakcie trwania bitwy garnizon Fortu Stanwix dokonał zbrojnej wycieczki na prawie pusty obóz Indian. Duże straty wśród Indian przyczyniły się do spadku morale.

Marsz Burgoyne’a na Albany, czerwiec–październik 1777

10 sierpnia Benedict Arnold opuścił Stillwater, ruszając w kierunku Fortu Stanwix. Wiódł 800 żołnierzy Armii Kontynentalnej z Północnego Departamentu Schuylera. Kiedy 21 sierpnia dotarł do Fortu Dayton miał nadzieję, że dołączą doń również milicjanci z hrabstwa Tryon. Udało mu się zmustrować ok. 100 ludzi, gdyż większość z milicjantów była obecna pod Oriskany i nie miała ochoty na dalszą walkę. Arnold posłużył się fortelem – zaaranżował ucieczkę więźnia-lojalisty, który przekonał St. Legera, że „patrioci” dysponują znacznie większymi siłami, niż to było w rzeczywistości. Na tę wieść Joseph Brant i większość Indian odeszła. Wycofując się, zabrali większość zapasów, co zmusiło St. Legera do zarzucenia oblężenia i powrotu do Quebecu przez Oswego. Arnold wysłał za nimi kontyngent swoich wojsk, a resztę sił skierował na Saratogę. Pozostali ludzie St. Legera trafili do Fortu Ticonderoga 27 września. Ich przybycie było jednak zbyt późne, by wesprzeć Burgoyne’a, osaczanego przez rosnące siły „patriotów”.

## Piętrzące się trudności
Jak i w wypadku Ticonderogi armia Burgoyne’a zbliżała się do Fortu Edward w podobny sposób – przed głównymi siłami ciągnęli Indianie, którzy wypłoszyli niewielki oddział pozostawiony tam przez Schuylera. Czerwonoskórzy zrobili się niecierpliwi i zaczęli napadać na rodziny i osady pograniczników, nie czyniąc różnicy, czy byli oni zwolennikami rebeliantów, czy nie, czego efektem był wzrost poparcia dla „patriotów”. Największy rozgłos zyskało domniemane morderstwo osadniczki-lojalistki Jane McCrea z rąk Indian – wydarzenie to posłużyło jako katalizator poparcia dla rebeliantów; Burgoyne nie ukarał winnych, co postrzegane było jako niezdolność do kontrolowania indiańskich sprzymierzeńców.

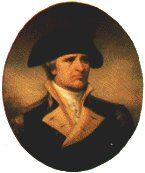
Generał John Stark, „bohater Bennington”

Mimo że Brytyjczycy pokonali trasę Skenesboro-Fort Edward w ciągu zaledwie pięciu dni, brak wozów, zwierząt jucznych i transportowych spowodował, że tabor zaopatrzeniowy potrzebował znacznie więcej czasu na dotarcie na miejsce.
3 sierpnia posłańcy generała Howe’a zdołali dotrzeć do obozu Burgoyne’a pod Fortem Edward; wielu poprzednich posłańców zostało schwytanych i powieszonych przez rebeliantów. Wieści nie były dobre. 17 lipca Howe napisał, iż szykuje się do ataku na Filadelfię z morza, a odpowiedzialny za obronę Nowego Jorku generał Clinton miał „działać zależnie od okoliczności”. Burgoyne zachował treść wiadomości tylko dla siebie, zdecydowawszy nie dzielić się nią z członkami swojego sztabu.
Zdawszy sobie sprawę, że kwestia zaopatrzenia stała się palącym problemem, Burgoyne postanowił działać zgodnie z sugestią uczynioną przez barona Riedesela w lipcu. Riedesel, którego siły stacjonowały w Castleton, stwierdził, iż najlepszym rozwiązaniem byłoby siłowe wcielenie zwierząt pociągowych i koni pod siodło należących do okolicznych właścicieli; dzięki temu również niemieccy dragoni barona zyskaliby wierzchowce. 9 sierpnia Burgoyne wysłał oddział pułkownika Friedricha Bauma wraz z brunszwickimi dragonami do zachodniego Massachusetts i New Hampshire. Większa część tego kontyngentu nigdy nie powróciła spod Bennington, gdzie 16 sierpnia doszło do bitwy; posłane za nimi posiłki powróciły zdziesiątkowane. Łącznie Brytyjczycy stracili prawie tysiąc ludzi i sporo niezwykle cennych zapasów.
Burgoyne nie wiedział, że zabiegi St. Claira o pozyskanie posiłków były skuteczne – generał John Stark przyprowadził do Bennington dwa tysiące ludzi. Oddział ten otoczył Brytyjczyków, zabijając Bauma i chwytając większość jego żołnierzy do niewoli.
Śmierć Jane McCrea i bitwa pod Bennington, prócz tego, że podziałały jak okrzyk do walki dla „patriotów”, miały jeszcze jeden ważny efekt. Burgoyne winił swoich indiańskich i kanadyjskich sprzymierzeńców za śmierć McCrea, czego nie omieszkał im wypomnieć. Nawet gdy pod Bennington Indianie stracili 80 wojowników, Burgyne nie okazał im żadnej wdzięczności. W rezultacie Langlade, La Corne i większość Indian opuściła brytyjski obóz, pozostawiając Burgoyne’owi zaledwie 100 indiańskich zwiadowców; w efekcie siły brytyjskie zostały bez obrony przed rangerami „patriotów”. Burgoyne później winił La Corne’a za opuszczenie go, na co ten ostatni odpowiedział, stwierdzając, iż Burgoyne nigdy nie szanował Indian. Podczas przesłuchań w brytyjskim parlamencie Germain poparł stanowisko La Corne’a.

## Odmiana losu
Choć taktyka opóźniania marszu zdawała egzamin, to zyskanie poparcia Kongresu okazało się znacznie trudniejszym zadaniem. Generał Horatio Gates przebywał w Filadelfii, kiedy kongresmeni omawiali upadek Ticonderogi i z satysfakcją zrzucał winę na opornych generałów. Niektórzy przedstawiciele z niecierpliwością oczekiwali od Waszyngtona wydania bezpośredniej bitwy, która miała wyeliminować okupantów; ten ostatni obawiał się jednak walnego starcia, spodziewając się przegranej. John Adams, przewodniczący komitetu wojennego chwalił Gatesa i twierdził, iż „nie utrzymamy żadnego miejsca, dopóki nie rozstrzelamy jakiegoś generała”. 10 sierpnia, mimo sprzeciwu delegatów z Nowego Jorku, Kongres wysłał Gatesa, aby objął dowództwo nad Północnym Departamentem. Prócz tego zażądał, aby Pennsylvania i Massachusetts zebrały swoje milicje. 19 sierpnia Gates dotarł do Albany. Był arogancki, oziębły i celowo wykluczył Schuylera ze swojej pierwszej narady wojennej. Ten ostatni wyjechał do Filadelfii niedługo potem, nie dzieląc się z nowym dowódcą informacjami o terenie i poczynaniach wroga.
Przez cały sierpień do obozu Armii Kontynentalnej nad Hudsonem docierały kompanie milicji (niektóre nadciągały jeszcze we wrześniu). Rozkazem Waszyngtona zostały one wzmocnione przez oddziały generała Arnolda idące z północy na odsiecz Fortowi Stanwix; na miejsce dotarły pod koniec sierpnia. Wśród nich znaleźli się strzelcy wyborowi Daniela Morgana. Wieści o sukcesach „patriotów” pod Benningtonem i Fortem Stanwix połączone z oburzeniem wywołanym losami Jane McCrea wzmocniły oddziały Gatesa o 6 tysięcy ludzi. W skład tej armii nie wchodziły oddziały Starka stacjonujące w Bennington. Te ostatnie stopniały liczebnie z powodu chorób i odejścia kompanii, którym skończył się okres służby; Stark otrzymał wszakże kilkuset żołnierzy zmustrowanych przez generała Benjamina Lincolna, który otrzymał zadanie niszczenia linii zaopatrzeniowych i komunikacyjnych Burgoyne’a.

## Saratoga

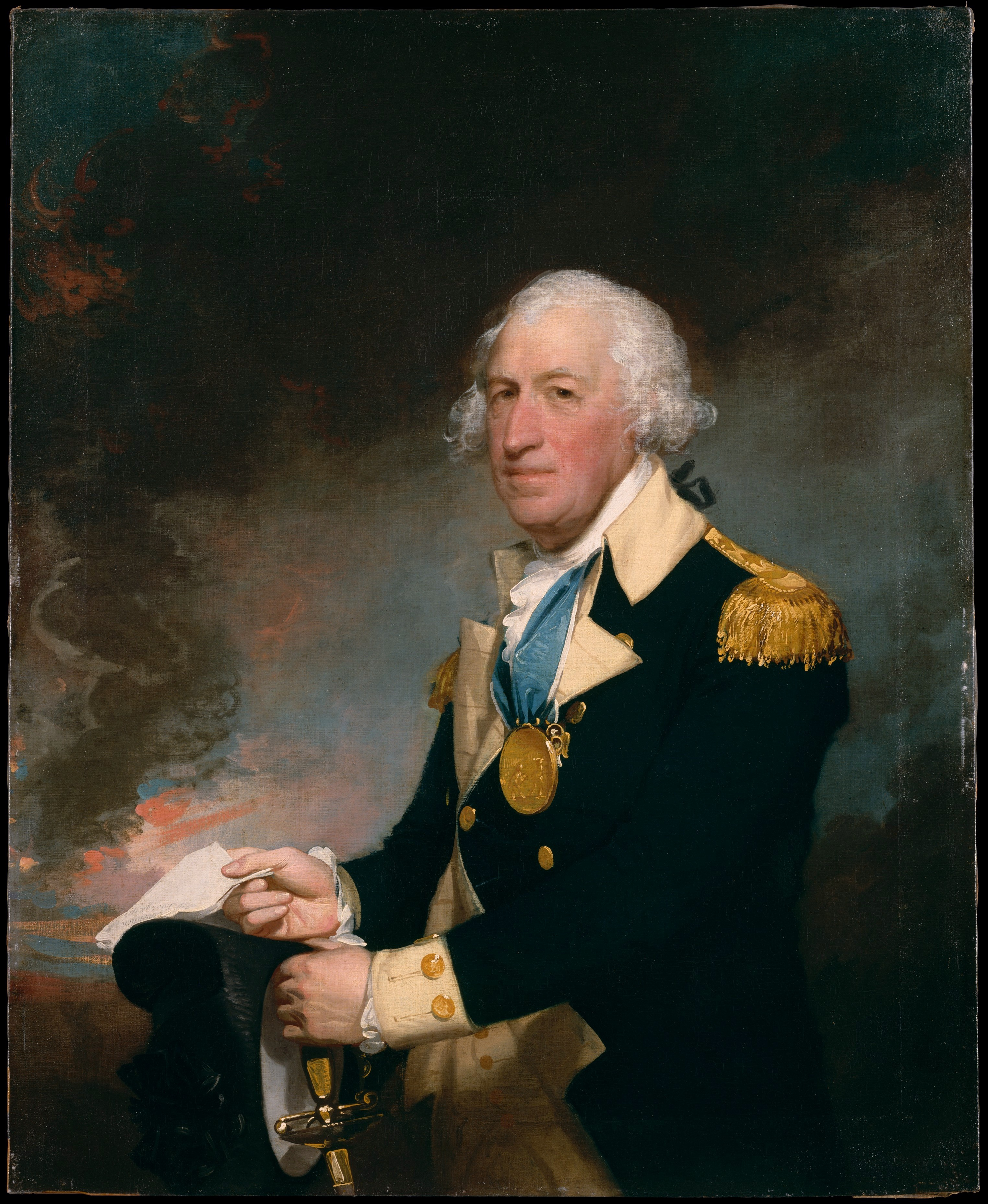
Generał Horatio Gates, portret Gilberta Stuarta

„Bitwa pod Saratogą” jest często opisywana jako pojedyncze wydarzenie, podczas gdy w rzeczywistości była to trwająca miesiąc seria manewrów uwieńczona dwoma starciami. Na początku września 1777 roku armia Burgoyne’a, licząca zaledwie 7 tysięcy żołnierzy, znajdowała się na wschodnim brzegu Hudsonu. Generał wiedział o niepowodzeniu ekspedycji St. Legera, jak również o niemożności przybycia ewentualnych posiłków z Nowego Jorku. W związku ze zbliżającą się zimą i koniecznością zajęcia umocnionych kwater zimowych dla swojej armii stanął wobec alternatywy: cofnięcia się do Ticonderogi lub marszu na Albany. Wybrał drugą opcję. W związku z tym podjął dwie kolejne, ważne decyzje – odciął drogę łączności z północą, dzięki czemu nie musiał obsadzać posterunków na trasie między swoją armią, a Ticonderogą, a prócz tego postanowił przekroczyć Hudson, znajdując się w dogodnym do tego położeniu. Rozkazał znajdującemu się w ariergardzie Riedeselowi, aby opuścił posterunki na południe od Skenesboro; swoje siły przeprawił między 13 a 15 września przez rzekę na północ od Saratogi. Ponieważ odejście indiańskich sprzymierzeńców pozbawiło jego armię skutecznego zwiadu, konieczność utrzymywania gotowości do odparcia niespodziewanego ataku spowolniało jej marsz na południe. 18 września jej czołowe oddziały dotarły w pobliże Saratogi, ok. 6,5 km od linii obronnych „patriotów”; doszło do starć przednich formacji obu armii.
Kiedy Gates przejął dowództwo nad armią od Schuylera, większa jej część znajdowała się w pobliżu ujścia Mohawku do Hudsonu, na południe od Stillwater. 8 września rozkazał liczącej 10 tysięcy ludzi armii (z czego w pełni gotowych do walki było 8,5 tysiąca) marsz do Stillwater, gdzie miała zająć pozycje obronne. Tadeusz Kościuszko, pełniący funkcję głównego inżyniera armii, doszedł do wniosku, że obrany teren nie nadaje się do przygotowania linii obrony, w efekcie czego armia przemieściła się ok. 5 km na północ (ok. 16 km od Saratogi). W tym miejscu Kościuszko rozplanował rozmieszczenie linii umocnień od rzeki do urwiska zwanego Bemis Heights.
Dowodzenie prawym skrzydłem armii zostało pierwotnie powierzone generałowi Lincolnowi, jednak gdy ten został dowódcą sił mających przeprowadzić uderzenie dywersyjne na Ticonderogę, dowództwo nad tymi oddziałami objął sam Gates. Lewym, zachodnim skrzydłem, przy stokach Bemis Heights, dowodził generał Arnold, z którym Gates wcześniej miał dobre relacje. Stosunki między nimi jednak pogorszyły się, gdy Arnold utworzył sztab z przyjaciół Schuylera, którego Gates nienawidził. W połączeniu z trudnym charakterem obu generałów doprowadziło to ostatecznie do niesnasek w sztabie głównym.

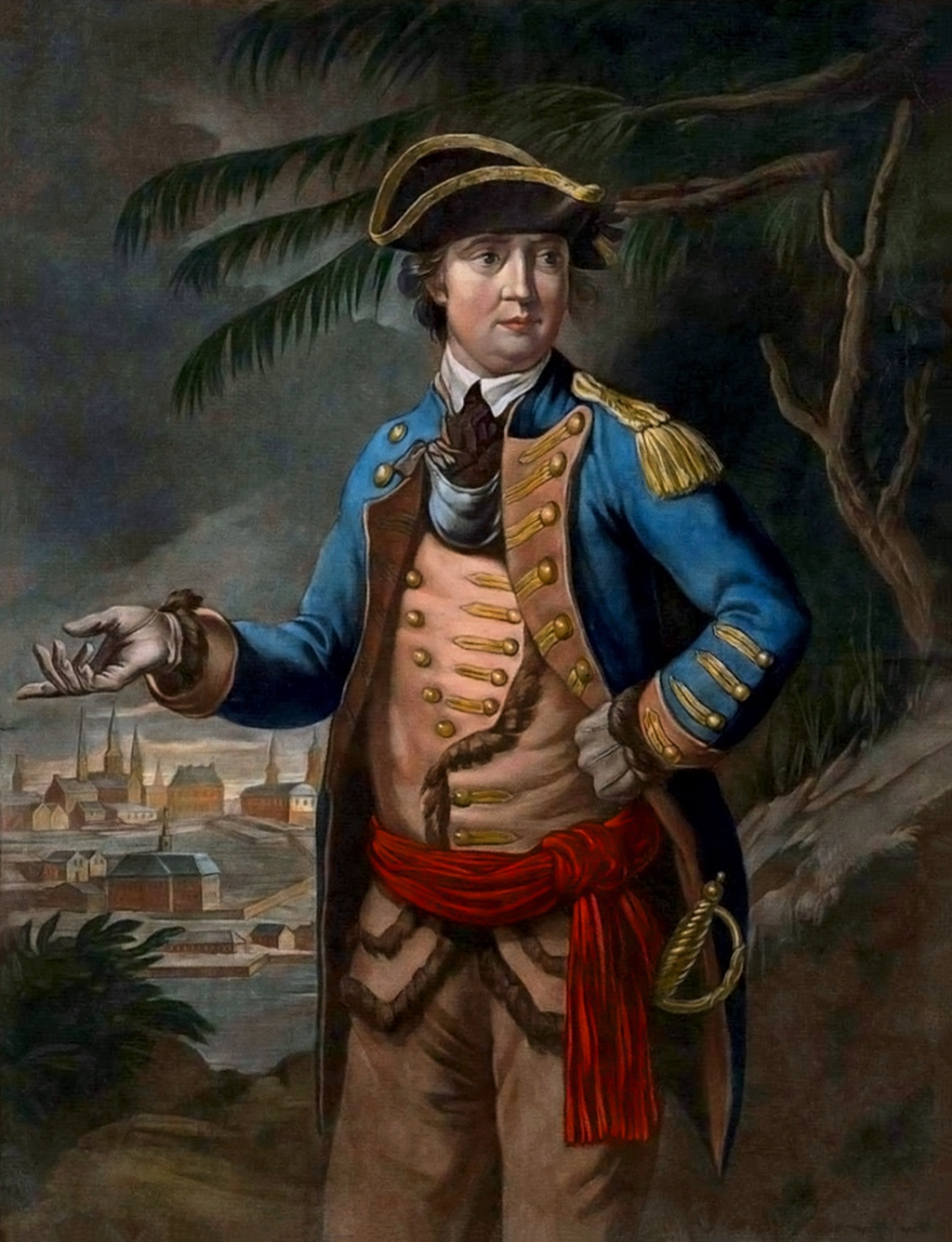
Generał Benedict Arnold, kolorowa mezzotinta Thomasa Harta

### Farma Freemana
Zarówno Burgoyne jak Arnold zdawali sobie sprawę z wagi lewej flanki „patriotów”. Ten pierwszy wiedział, że pozycje wroga mogą zostać okrążone, więc podzielił swoje siły i 19 września wysłał duży oddział na zachód. Arnold spodziewając się ataku Brytyjczyków na lewą flankę, poprosił Gatesa o możliwość przeniesienia swoich wojsk na farmę Freemana, co pokrzyżowałoby zamiary przeciwnika. Gates nie zgodził się na większe manewry, chcąc zza wałów obronnych oczekiwać na spodziewany atak frontalny, zezwolił wszakże na wysłanie strzelców Daniela Morgana i lekkiej piechoty na zwiad bojem. Manewr ten doprowadził do walki, kiedy strzelcy natrafili na prawą flankę Burgoyne’a. W trakcie boju Brytyjczycy zdobyli farmę za cenę 600 zabitych, co stanowiło 10% ich sił.
Po bitwie doszło do gwałtownego wybuchu antypatii między Gatesem i Arnoldem. Ten pierwszy nie tylko nie wspomniał o drugim w oficjalnym raporcie przesłanym Kongresowi, ale również przeniósł kompanię Morgana – technicznie niezależną, ale działającą pod dowództwem Arnolda w trakcie bitwy – pod własne dowództwo. Obaj panowie odbyli gwałtowną i głośną kłótnię, w której Gates oznajmił, iż stanowisko Arnolda przejmie Lincoln. Po tym wydarzeniu Arnold napisał do Gatesa list, w którym zawarł swoje skargi, jednocześnie domagając się przeniesienia pod dowództwo Waszyngtona. Gates zezwolił Arnoldowi na odejście i nie zaprzestał czynić mu drobnych zniewag. Domniemanym powodem, dla którego Arnold pozostał, miała być petycja poparcia podpisana przez wszystkich oficerów liniowych (z wyjątkiem Gatesa i Lincolna). Choć propozycje spisania takiego dokumentu były rozważane, nie ma dowodów na to, by został sporządzony i podpisany.
Burgoyne myślał nad wznowieniem ataku następnego dnia, ale zrezygnował zeń, kiedy Fraser zauważył, iż żołnierze są zmęczeni. W związku z tym okopał swoje pozycje i oczekiwał na wieści o posiłkach z południa – 21 września otrzymał list z Nowego Jorku, w którym generał Clinton donosił o ruchach armii, które miały odciągnąć część wojsk Gatesa. Burgoyne zdawał sobie sprawę z ciągłych dezercji osłabiających jego siły oraz coraz bardziej wyczerpujących się zapasach i wyposażeniu, nie wiedział wszakże, iż armia „patriotów” rozrasta się z każdym dniem, ani, że Gates jest świadom jego trudnej sytuacji.

### Atak na Ticonderogę
W międzyczasie gen. Lincoln i płk John Brown upozorowali atak na brytyjskie pozycje w Forcie Ticonderoga, o czym Burgoyne i Gates dowiedzieli się dopiero po zakończeniu starć pod Saratogą. Lincoln zebrał dwa tysiące ludzi na początku września. Po marszu na północ do Pawlet otrzymał wieści, iż straże w forcie mogą być podatne na zasadzkę. Lincoln wysłał trzy kontyngenty po 500 ludzi, których zadaniem było „nękanie, rozdzielanie i odwracanie uwagi wroga”. Jeden z oddziałów ruszył do Skenesboro, gdzie stwierdził, że osada została opuszczona przez Brytyjczyków. Celem drugiego było zdobycie Mount Independence na wschodnim brzegu Champlainu, a trzeci – dowodzony przez Johna Browna – zbliżył się do Ticonderogi.

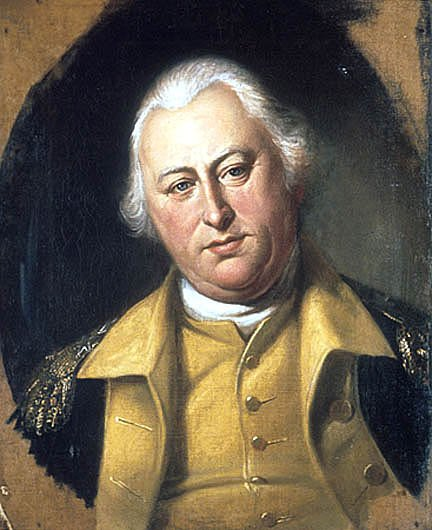
Generał Benjamin Lincoln, portret Charlesa Willsona Peale’a

Rankiem 18 września Brown zaskoczył brytyjskich obrońców na południowym końcu szlaku przeładunkowego łączącego jeziora George i Champlain. Maszerując szybko wzdłuż szlaku, jego żołnierze zaskakiwali kolejne patrole i zdobywali działa, aż dotarli do wzniesienia tuż przed fortem, gdzie zajęli „stare francuskie okopy” (nazwane tak od czasu, kiedy wojska francuskie opierały się znacznie większym siłom brytyjskim podczas bitwy o Fort Carillon). Po drodze „patriotom” udało się uwolnić 100 więźniów (wzmacniając swoje siły) i schwytać 300 żołnierzy przeciwnika. Propozycja kapitulacji została odrzucona – przez następne cztery dni między siłami Browna i garnizonem fortu trwała wymiany ognia artyleryjskiego, lecz bez większego skutku. Jako że siły „patriotów” były zbyt małe, by podjąć szturm, Brown wycofał się ku jezioru George, gdzie dokonał nieudanej próby zdobycia magazynu zapasów znajdującego się na wyspie.
Generał Gates w dniu, kiedy doszło do potyczki na farmie Freemana, napisał do Lincolna list, rozkazując mu powrót do Saratogi tak, aby „ni jedna chwila nie została utracona”. Lincoln dotarł do Bemis Heights 22 września, jednak rozciągnięcie kolumn marszowych spowodowało, iż ostatnie z jego oddziałów dotarły do miasta dopiero tydzień później.

### Próba dywersji Clintona
Kiedy generał Howe opuszczał Nowy Jork, udając się do Filadelfii, zadanie organizowania obrony pozostawił generałowi Henry’emu Clintonowi z instrukcjami, aby wspierał działania Burgoyne’a w miarę potrzeb. 12 września Clinton napisał do tego ostatniego: „w ciągu 10 dni może dokonać ataku na [Fort] Montgomery”, jeśli sądzi, że „dwa tysiące ludzi zdoła go skutecznie wesprzeć”. Kiedy adresat otrzymał list, natychmiast odpisał, zapytując, czy powinien maszerować dalej, czy też wycofać się – decyzję uzależniał od prawdopodobieństwa przybycia posiłków Clintona do Albany. Burgoyne zaznaczał, że w razie braku odpowiedzi do 12 października będzie zmuszony wycofać się.
3 października Clintona pożeglował w górę Hudsonu z trzema tysiącami ludzi i 6 października, jeden dzień po otrzymaniu listu od Burgoyne’a, zdobył forty Clinton i Montgomery. Burgoyne nigdy nie otrzymał posiłków po tym zwycięstwie, ponieważ wszyscy trzej posłańcy zostali schwytani. Clinton poszedł za ciosem – rozmontował łańcuch blokujący żeglugę na Hudsonie i posłał jednostki w górę rzeki; 16 października dotarły one do Livingston Manor, po czym zawróciły. Wieści o poczynaniach Clintona dotarły do Gatesa dopiero po bitwie pod Bemis Heights.

### Bemis Heights

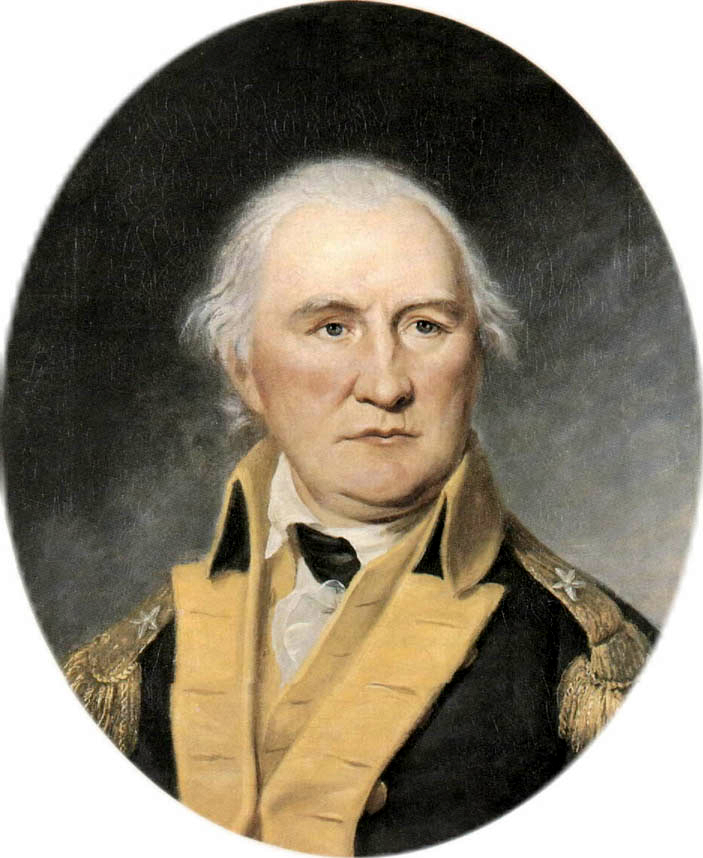
Generał Daniel Morgan, portret Charlesa Willsona Peale’a

Prócz dwóch tysięcy ludzi Lincolna do obozu „patriotów” spływały posiłki – armia urosła do ponad 15 tysięcy. 3 października Burgoyne wydał rozkaz zmniejszenia racji żywnościowych, a następnego dnia zwołał naradę. Jej uwieńczeniem była decyzja rekonesansu lewej flanki „patriotów” siłami 1700 żołnierzy. Wczesnym popołudniem 7 października Burgoyne i Fraser poprowadzili ten oddział. Ich ruchy zostały dostrzeżone i Gates postanowił wysłać przeciw nim ludzi Daniela Morgana, jednakże Arnold zauważył, iż będą to siły niewystarczające. Głównodowodzący po raz kolejny zlekceważył jego radę, mówiąc: „Nie ma pan tu nic do roboty”. Jednak gdy Lincoln dał mu tę samą radę, Gates zadecydował, że prócz oddziału Morgana na prawą flankę Brytyjczyków na lewą pośle oddział Enocha Poora. Kiedy ludzie tego ostatniego natrafili na wroga bitwa pod Bemis Heights rozgorzała.
Pierwszy atak „patriotów” okazał się bardzo efektywny i Burgoyne próbował zarządzić odwrót, ale jego adiutant został zastrzelony, nim zdołał przekazać rozkaz. Podczas zażartej walki brytyjskie flanki zostały odsłonięte, podczas gdy w centrum brunszwicka piechota opierała się atakowi Learneda. W tej fazie bitwy śmiertelnie ranny został generał Fraser. Choć mówi się, że celny strzał oddał Timothy Murphy, jest to najpewnie XIX-wieczne zmyślenie. Po upadku Frasera i przybyciu kolejnych sił „patriotów” Burgoyne rozkazał odtrąbić odwrót za okopane linie obronne.
Arnold, sfrustrowany niemożnością uczestnictwa w toczącym się boju, oddalił się ze sztabu i dołączył do walki. Generał (wedle niektórych opisów pod wpływem pijackiej furii) poprowadził atak na brytyjskie pozycje. Ich prawa strona składała się z dwóch ziemnych redut postawionych na farmie Freemana i osadzonych przez piechotę brunszwicką Heinricha Breymanna oraz lekką piechotę Alexandra Lindsaya. Na początku Arnold za cele ataku swoich żołnierzy obrał pozycje Lindsaya. Kiedy natarcie okazało się nieskuteczne, śmiało przejechał przez wyłom między oboma redutami, broniony przez kanadyjską piechotę nieregularną. Za nim podążyli ludzie Learneda i zaatakowali nieosłonięte tył reduty Breymanna. Koń Arnolda został zabity, a padając, przygniótł jeźdźca i złamał mu nogę. Breymann zginął w trakcie walki, a jego pozycja została zdobyta. Zapadała jednak noc i bitwa została przerwana. Dla strony brytyjskiej bitwa okazała się jatką: 900 zabitych, rannych i schwytanych; „patrioci” utracili 150.

## Kapitulacja

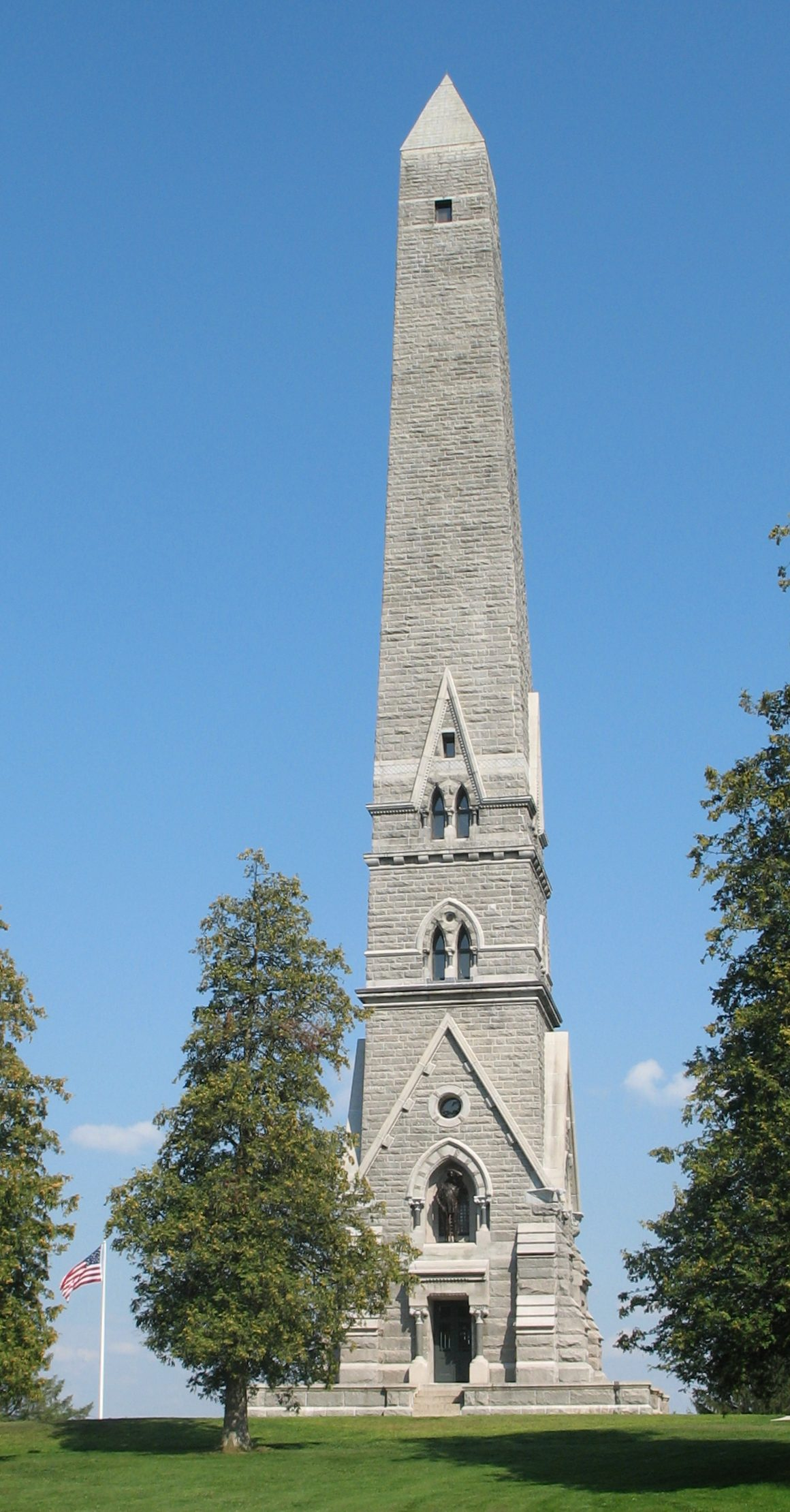
Pomnik w Victory

Simon Fraser zmarł następnego dnia, lecz pochowano go dopiero po zmierzchu. Jako że brytyjskie pozycje były ciągle wystawione na ataki „patriotów”, Burgoyne zarządził odwrót. Jedną z konsekwencji ciągłych utarczek była rana gen. Lincolna. To oraz fakt, iż Arnold miał złamaną nogę pozbawiło Gatesa dwóch najwyższych rangą dowódców polowych.
Dotarcie do Saratogi zabrało pokonanej armii prawie dwa dni – ciężki deszcz oraz ciągłe nękanie ze strony wroga dodatkowo obniżało tempo marszu. „Patrioci” również mieli problemy natury logistycznej. Mimo trudności z marszem za wrogiem i rozdzieleniem żywności Gates rozkazał kilku oddziałom zajęcie wschodniego brzegu Hudsonu, celem udaremnienia przeprawy. Do rana 13 października brytyjska armia była w pełnym okrążeniu – narada wojenna ustaliła rozpoczęcie negocjacji. Warunki uzgodniono 16 października – Burgoyne’owi udało się wynegocjować „konwencję”, a nie „kapitulację”, na mocy której schwytane oddziały miały trafić do Europy pod przysięgą niebrania ponownego udziału w tej wojnie.
Frederika Charlotte Riedesel, żona dowódcy Hesów barwnie opisała w swoim dzienniku dezorientację i głód wycofującej się armii.
17 października po ceremonii, w której Burgoyne oddał swój miecz Gatesowi (ten zwrócił go natychmiast pokonanemu) licząca niemal 6 tysięcy armia brytyjska ruszyła, by zdać uzbrojenie, a muzycy „patriotów” przygrywali im „Yankee Doodle”.

## Następstwa
Brytyjczycy wycofali się do Ticonderogi i Crown Point w listopadzie; jezioro Champlain było wolne od brytyjskich oddziałów na początku grudnia. „Patrioci” mieli jednak przed sobą dużo pracy. 18 października większa część armii, zaalarmowana ciągłymi napadami gen. Clintona na brzegach Hudsonu, pomaszerowała na południe ku Albany, a pozostała towarzyszyła „armii konwencyjnej” na wschód. Burgoyne i Riedesel gościli u gen. Schuylera, który przybył spod Albany, aby obejrzeć kapitulację. Burgoyne’owi pozwolono wrócić do Anglii na słowo honoru; dotarł tam w maju 1778 roku i przez następne dwa lata bronił swoich decyzji w parlamencie i prasie. Ostatecznie został formalnie wymieniony za tysiąc amerykańskich więźniów.
18 grudnia 1777 roku, w odpowiedzi na kapitulację Burgoyne’a, Kongres uchwalił narodowy dzień „uroczystego dziękczynienia oraz wychwalania” w uznaniu zwycięstwa pod Saratogą.

### Armia konwencyjna
Wedle porozumienia armia Burgoyne’a miała pomaszerować do Bostonu, gdzie zostałaby załadowana na okręty i przewieziona do Anglii – warunkiem była złożona przez żołnierzy obietnica niebrania udziału w konflikcie do momentu formalnej wymiany jeńców. Kongres domagał się listy żołnierzy, tak aby warunki mogły zostać dotrzymane. Kiedy Burgoyne nie wyraził zgody, Kongres zdecydował nie honorować warunków konwencji i armia pozostała w uwięzieniu. Przez pewien czas żołnierze kwaterowali w obozach rozsianych po całej Nowej Anglii. Choć pojedynczy oficerowie byli wymieniani, większą część „armii konwencyjnej” poprowadzono na południe, do Wirginii, gdzie żołnierzy więziono przez kilka następnych lat. Wielu (ponad 1300 w pierwszym roku) zbiegło i osiedliło się w Stanach Zjednoczonych.

## Konsekwencje
Wybudowane w 1887 roku przez Johna Wattsa de Peystera, brevet-generała majora Milicji Stanu Nowy Jork, drugiego wiceprezydenta Stowarzyszenia Pomników w Saratodze. Pamięci najbardziej błyskotliwego żołnierza Armii Kontynentalnej, który został ciężko ranny w tym miejscu, u bramy wielkiej zachodniej reduty generała Johna Burgoyne’a, i 7 października 1777 roku osiągając dla swych rodaków zwycięstwo w decydującej bitwie amerykańskiej rewolucji, a dla siebie – stopień generała majora.

4 grudnia wieści o upadku Filadelfii i klęsce Burgoyne’a dotarły do przebywającego w Wersalu Benjamina Franklina. Dwa dni później król Ludwik XVI zgodził się na rozpoczęcie negocjowania sojuszu. Traktat został podpisany 6 lutego 1778 roku i Francja wypowiedziała wojnę Wielkiej Brytanii miesiąc później – do pierwszych potyczek doszło w czerwcu na morzu, u brzegów Ouessant. Hiszpania dołączyła do wojny dopiero w 1779 roku, jako sojusznik Francji na mocy tajnego porozumienia z Aranjuez. Dyplomatyczne posunięcia hrabiego de Vergennes miały wpływ na późniejsze dołączenie się Republiki Zjednoczonych Prowincji oraz deklarację neutralności przez innych geopolitycznie ważnych graczy jak Imperium Rosyjskie.
Brytyjski rząd Northa został ostro skrytykowany, kiedy do Londynu dotarły wieści o kapitulacji. O Germainie mówiono, iż „sekretarz jest niezdolny do prowadzenia wojny”; Horace Walpole opiniował (niesłusznie, jak się okazało), iż „znajdujemy się [...] u kresu wojny amerykańskiej”. North zaproponował w parlamencie propozycję pokoju, niezezwalającego na niepodległość. Kiedy warunki zostały ostatecznie przedłożone przez komisję rozjemczą hrabiego Carlisle’a Kongresowi, ten je odrzucił.